# Martha Leffler-Burckard
Martha Leffler-Burckard, née en 1865 à Berlin et morte le 14 mai 1954 à Wiesbaden, est une chanteuse allemande.

## Biographie
Martha Leffler-Burckard naît à Berlin le 16 juin ou 16 juillet 1865.
Elle fait ses débuts avec Anna von Meichsner à Dresde et avec Pauline Viardot-Garcia à Paris, puis débute comme soprano coloratura à Strasbourg en 1888 avant de chanter à Breslau, Cologne et Brême. 
Elle chante au Metropolitan Opera de New York en 1908. Elle rejoint ensuite l'Opéra de Berlin, où elle se fait remarquer pour ses rôles de Wagner.
Martha Leffler-Burckard meurt le 14 mai 1954 à Wiesbaden.